# Tanarthrus tartarus
Tanarthrus tartarus är en skalbaggsart som beskrevs av Chandler 1975. Tanarthrus tartarus ingår i släktet Tanarthrus och familjen kvickbaggar. Inga underarter finns listade i Catalogue of Life.